# BK Большого Пса
BK Большого Пса (лат. BK Canis Majoris) — одиночная переменная звезда в созвездии Большого Пса на расстоянии приблизительно 3277 световых лет (около 1005 парсеков) от Солнца. Видимая звёздная величина звезды — от +13,5m до +12,2m.

## Характеристики
BK Большого Пса — пульсирующая полуправильная переменная звезда типа SRB (SRB).